# Hermann Markgraf
Pour les articles homonymes, voir Markgraf.
Carl August Hermann Markgraf (né le 30 mai 1838 à Cottbus et mort le 12 janvier 1906 à Breslau) - historien prussien, philologue classique, archiviste et bibliothécaire associé à Breslau, de 1876 jusqu'à sa mort, directeur de la bibliothèque et des archives de la ville de Breslau,, chercheur et vulgarisateur de l'histoire de Breslau et de la Silésie.

## Histoire
Il est fils d'un cordonnier et a passé ses premières années de vie dans sa ville natale de Cottbus. Ici, en 1857, il est diplômé du lycée local, puis étudie l'histoire et la philologie classique dans les universités de Breslau, Iéna et Berlin. Il obtient finalement son doctorat le 22 février 1861 à Berlin, soutenant une thèse intitulée de Bello Burgundico a Carolo Audace Contra Archiepiscopatum Coloniensem Suscepto a. 1474 (Sur la guerre de Bourgogne de Charles le Téméraire contre l'archevêque de Cologne en 1474). Après ses études, il enseigne pendant une courte période dans un lycée de Landsberg-sur-la-Warthe et, en 1862, il vient à Breslau en tant qu'enseignant ordonné pour occuper un poste au célèbre lycée Frédéric. Il travaille dans cette école jusqu'en 1876, date à laquelle il occupe simultanément deux postes de directeur des Archives de la ville de Breslau et de la Bibliothèque de la ville, qu'il occupe jusqu'à près de trente ans après sa mort en 1906. Au cours de son travail de longue durée en tant que directeur, il a initie de nombreuses activités visant à moderniser les deux installations, notamment : introduire un nouveau système de catalogues de bibliothèques et d'archives. Grâce à ses efforts, les deux institutions acquièrent le statut scientifique. En 1894, il lance la série d'édition Mitteilungen aus dem Stadtarchiv und der Stadtbibliothek zu Breslau présentant des ouvrages historiques préparés sur la base de sources collectées dans les deux institutions. À partir de 1872, il est membre du conseil d'administration et à partir de 1905, président de la Société historique de Silésie. Il est décédé après une longue maladie et est enterré au cimetière Grabiszyński (pl) ; sa tombe n'a pas été conservée.

## Activité scientifique
Dans ses travaux scientifiques, Hermann Markgraf s'intéresse aux relations silésiennes-bohémiennes au Moyen Âge, à la figure de Georges de Poděbrady et à l'époque de Frédéric II . Il publie également des ouvrages sur l'histoire de Wrocław, son artisanat et son commerce, ainsi que sur l'histoire de son développement spatial. Il est l'éditeur de plusieurs volumes de la série Codex Diplomaticus Silesiae (Code diplomatique de Silésie), lancée en 1854 par Colmar Grünhagen, contenant des sources d'archives sur l'histoire de la Silésie médiévale. Ses œuvres les plus importantes comprennent : Der Breslauer Ring und seine Bedeutung für das Stadt de 1894 sur l'histoire de la place du marché de Wrocław et un ouvrage sur l'histoire et l'étymologie des noms de toutes les rues de Wrocław marquées avant la fin du XIXe siècle. – Die Straßen Breslaus nach ihrer Geschichte und ihren Namen de 1896. En 1889, à la demande de la maison d'édition suisse César Schmidt, il rédige un guide illustré de Wrocław et de ses environs, qui fait partie d'une série de guides des plus grandes villes du monde de l'époque, intitulé : Städtebilder und Landschaften aus aller Welt.